# ألفريدو جراسياني
ألفريدو جراسياني (بالإسبانية: Alfredo Graciani) هو لاعب كرة قدم أرجنتيني في مركز الهجوم، ولد في 6 يناير 1965 في بوينس آيرس في الأرجنتين، وتوفي بنفس المكان في 21 أبريل 2021. شارك مع منتخب الأرجنتين تحت 20 سنة لكرة القدم. أما مع النوادي، فقد لعب مع أتلتيكو أتلانتا وأتليتيكو توكومان وأرجنتينوس جونيورز وبوكا جونيورز وديبورتيفو إسبانول ونادي راسينغ ونادي كاراكاس ونادي لوغانو.

## وصلات خارجية
- ألفريدو جراسياني على موقع قاعدة بيانات كرة القدم.إي يو (الإنجليزية)
- ألفريدو جراسياني على موقع عالم كرة القدم.نت (الإنجليزية)